# Gaetano Koch
Gaetano Koch (Roma, 9 de enero de 1849 – Roma, 14 de mayo de 1910) es un arquitecto italiano.

## Biografía
Activo a finales del siglo xix, fue uno de los arquitectos más célebres de Roma tras convertirse en la capital del nuevo Reino de Italia. Su familia era de origen tirolés; su abuelo era el pintor Joseph Anton Koch. Su esposa era Irina del Proposto.
Koch se graduó en 1872 en arquitectura e ingeniería civil, justo mientras Roma, recién convertida en la capital del reino, asistía a su expansión urbanística más intensa desde los tiempos del imperio romano. En esta efervescencia constructiva, a Koch, pese a su joven edad, le fueron confiados sus primeros encargos profesionales en la oficina técnica de la Società dell'Esquilino, que construía los grandes inmuebles de estilo humbertino destinados a la burguesía y a los funcionarios de la nueva capital alrededor de la nueva Piazza Vittorio Emanuele II y en el barrio De Mérode. Tras estos proyectos, que constituyeron su trampolín de lanzamiento, durante los treinta años siguientes Koch continuó diseñando principalmente grandes edificios encargados por familias de la aristocracia y la alta burguesía.
Su nombre está vinculado fundamentalmente a algunas de las principales obras realizadas en la Roma humbertina, como el Palazzo Koch, sede del Banco de Italia; los dos palacios porticados que forman la Plaza de la República, edificados en la exedra de las Termas de Diocleciano entre 1887 y 1898; o el Palazzo De Parente, situado en la Piazza Cavour, que data de 1890.
También en Roma, llevan su firma el Palazzo Mengarini, residencia romana de los Carandini; y el Palazzo Margherita, la actual sede de la embajada de los Estados Unidos, en la Via Veneto. También trabajó para la familia Hueffer, para la que realizó el palacete situado en el n.º 191 de la Via Nazionale, además de un edificio en la Piazza Cavour, sede del «nuevo» tribunal y del futuro Teatro Adriano.
En 1905, tras la muerte de Giuseppe Sacconi, que fue su diseñador, colaboró en la realización del monumento a Víctor Manuel II como director de obras, junto con Manfredo Manfredi y Pio Piacentini. También fue autor de las decoraciones del aula magna del Palazzo Comunale de Recanati. Una Via di Villa Koch en la zona de Piazza Bologna recuerda el lugar donde se encontraba su residencia suburbana.
|                  |
| El Palazzo Koch. |

|                                   |
| La Plaza de la República de Roma. |

|                        |
| El Palazzo Margherita. |

|                                             |
| El Palazzo de Parente, en la Piazza Cavour. |